# 퀸투스 호르텐시우스 호르탈루스

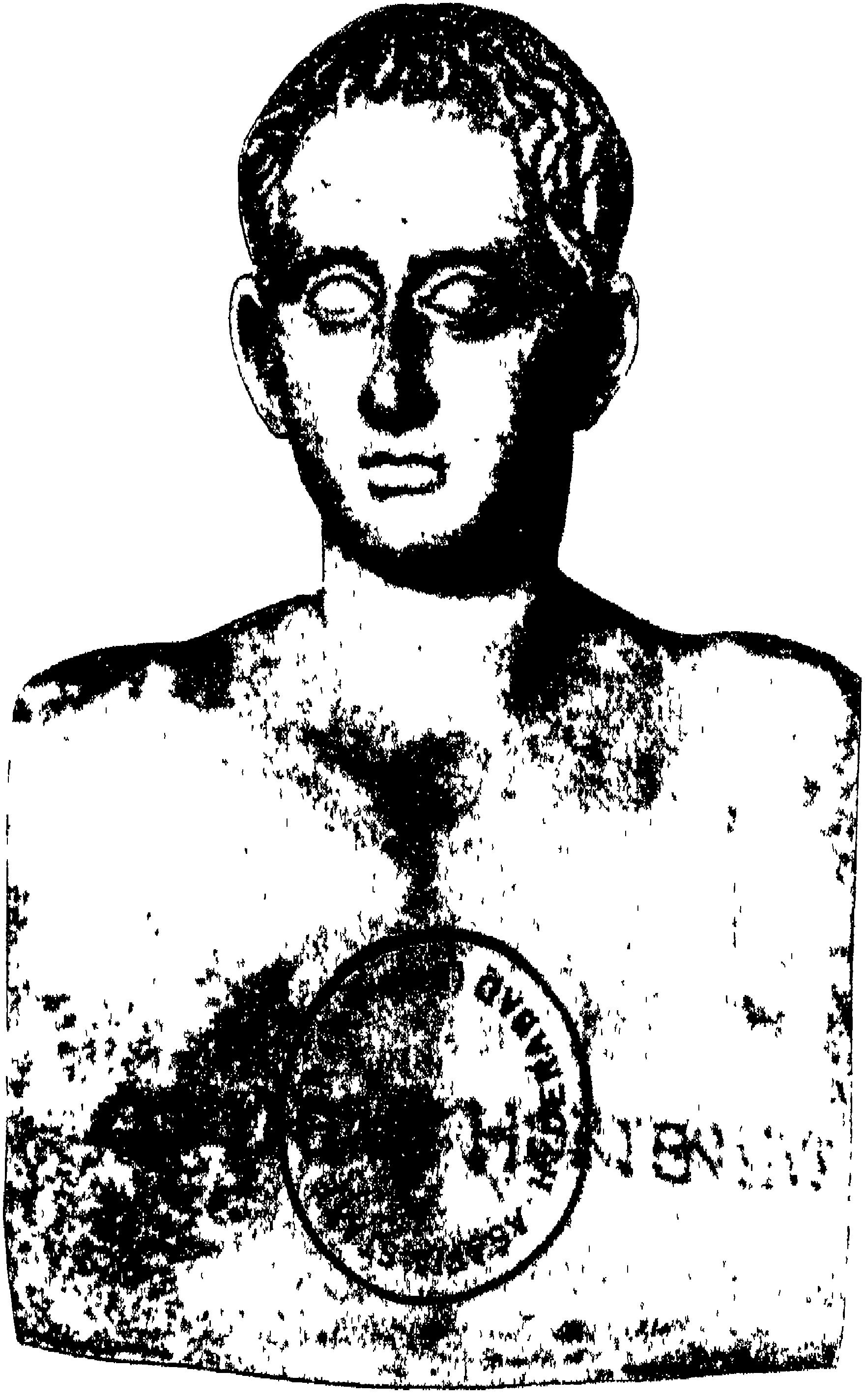

퀸투스 호르텐시우스 호르탈루스(Quintus Hortensius Hortalus, 기원전 114년 ~ 기원전 50년), 로마 공화국시대의 정치가이며 웅변가로서 키케로와 동시대 인물이다. 후에 키케로는 그의 이름을 딴 철학 생활의 고취를 주제로 하는 대화록을 쓴 것으로 잘 알려져 있다.